# Eublemma guiera
Eublemma guiera är en fjärilsart som beskrevs av Bradley 1969. Eublemma guiera ingår i släktet Eublemma och familjen nattflyn. Inga underarter finns listade i Catalogue of Life.